# Расписная черепаха
Расписна́я черепа́ха, или укра́шенная черепа́ха (лат. Chrysemys picta), — единственный представитель рода Chrysemys из семейства американских пресноводных черепах, самая распространённая черепаха в Северной Америке. Расписные черепахи обитают в пресноводных водоёмах от юга Канады до Луизианы и севера Мексики, от Атлантического океана на востоке до Тихого океана на западе. Расписные черепахи — долгоживущие домашние животные, в неволе их продолжительность жизни достигает 40 лет.
Длина взрослой самки расписной черепахи — 10—25 см, самцы меньше самок. Верхняя часть панциря гладкая, овальная, без гребня. Цвет кожи черепахи от оливкового до чёрного, с красными, оранжевыми или жёлтыми полосами на конечностях. Существуют 4 подвида, выделившихся вследствие географической изоляции во время последнего ледникового периода. По структуре и цвету панциря можно определить, к какому подвиду относится черепаха: у Chrysemys picta picta сегменты верхней части панциря расположены параллельно друг другу, у Chrysemys picta marginata имеется серое пятно на нижней части панциря, у Chrysemys picta dorsalis через всю верхнюю часть панциря проходит красная полоса, у Chrysemys picta bellii на нижней части панциря имеется орнамент красного цвета.
Расписные черепахи питаются водной растительностью и мелкими животными, в том числе насекомыми, ракообразными и рыбами. Яйца черепах и новорождённые черепашки служат пищей грызунам, собакам и змеям. Взрослые черепахи благодаря своему твёрдому панцирю защищены от большинства хищников, за исключением аллигаторов и енотов. Будучи холоднокровными, расписные черепахи зависят от температуры окружающей среды и активны лишь в течение дня. Зимой черепахи погружаются в спячку, как правило, закапываясь в ил на дне водоёмов. Половая зрелость наступает в возрасте 2—9 лет у самцов и 6—16 лет у самок. Спариваются расписные черепахи весной и осенью. Поздней весной и ранним летом самки черепах выкапывают гнёзда в земле и откладывают в них яйца. Продолжительность жизни в природе может составлять более 55 лет.
В сказках некоторых индейских племён расписная черепаха играла роль трикстера. В начале 1990-х годов расписная черепаха была второй по популярности содержащейся дома черепахой в США, но с тех пор на их ловлю накладываются всё более строгие ограничения. Потеря среды обитания и гибель на автотрассах способствовали уменьшению популяции расписных черепах, но их способность выживать в обжитых человеком местах помогла им остаться самыми распространёнными черепахами в Северной Америке. Только в Орегоне и Британской Колумбии их популяция находится в опасности. Четыре штата США присвоили расписной черепахе статус своей «официальной» рептилии.

## Этимология названия
Родовое название расписной черепахи, Сhrysemys, является производным от др.-греч. χρυσός «золото» и ἑμύς «эмида» (вид болотной черепахи). Видовое название picta в латинском языке имеет значения «разукрашенная, красивая, изящная, расписная, пятнистая». Названия подвидов: marginata означает по-латыни «окаймлённая» и указывает на красные пятна на внешней «пограничной» стороне верхней части панциря, dorsalis происходит от лат. dorsum «спина» и указывает на заметную полосу, проходящую по центру верхней части панциря, bellii назван так в честь зоолога Томаса Белла, соавтора Чарльза Дарвина.

## Таксономия и эволюция

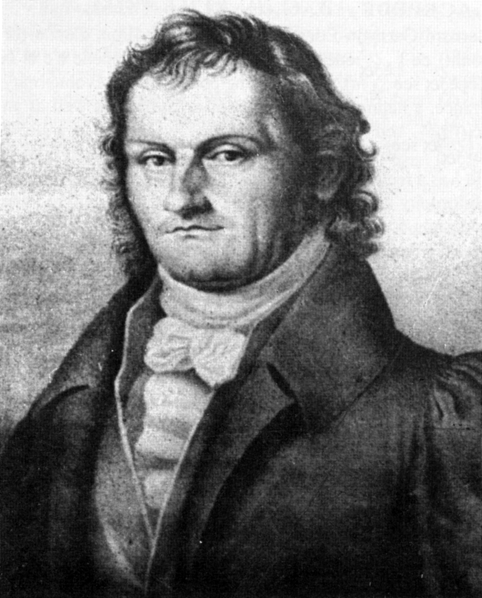
Немецкий натуралист Иоганн Готлоб Шнайдер

Расписная черепаха (C. picta) является единственным видом в составе рода Chrysemys семейства американских пресноводных черепах. Данное семейство включает в себя два подсемейства: Chrysemys является частью Deirochelyinae западной ветви. Четыре подвида расписных черепах — восточный (C. p. picta), центральный (C. p. marginata), южный (C. p. dorsalis) и западный (C. p. bellii).

### Классификация

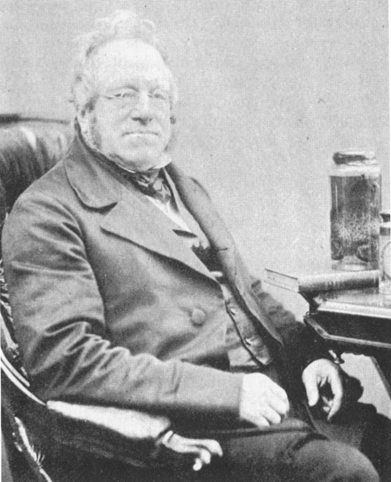
Джон Эдуард Грей

Описанная в 1783 году Шнайдером как Testudo picta, расписная черепаха была названа Chrysemys picta Греем в 1855 году. К тому времени все четыре подвида были уже идентифицированы: восточный — Шнайдером в 1783 году, западный — Греем в 1831, а центральный и южный — Агассисом в 1857 году.

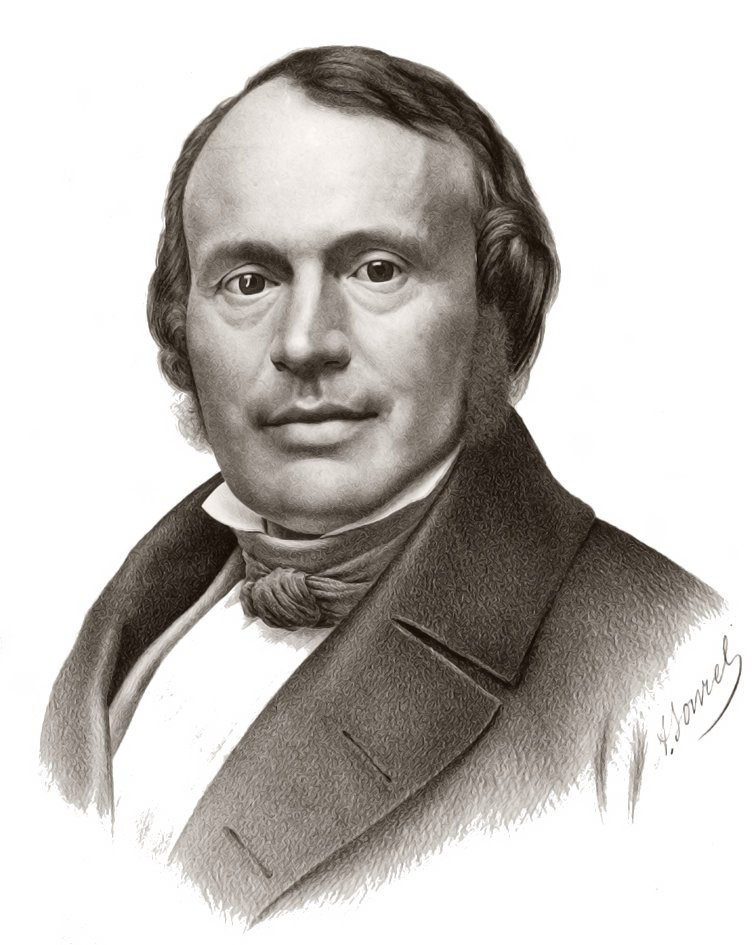
Жан Луи Родольф Агассис

До 1930-х годов некоторые подвиды расписной черепахи классифицировались как самостоятельные виды рода Chrysemys. Так, например, расписные черепахи в пограничном регионе между ареалами западного и центрального подвидов считались самостоятельным видом treleasei.
В 1931 году герпетолог и арахнолог Ш. Ч. Бишоп и натуралист Ф. Шмидт предложили современную классификацию — один вид, четыре подвида. Основываясь на сравнительных измерениях черепах на протяжении всего их ареала, они распределили черепах по подвидам и изъяли из классификации treleasei.
С 1958 года всё большую популярность стала набирать теория, согласно которой подвиды расписной черепахи эволюционировали в географической изоляции в течение последнего ледникового периода, 100 000 — 11 000 лет назад. В то время расписные черепахи были разделены на три изолированные популяции: восточная популяция располагалась на юго-восточном атлантическом побережье; южная — вокруг южной части Миссисипи; а западная — на территории, ныне располагающейся на юго-западе США. Эти популяции не были изолированы в течение времени, необходимого для образования новых видов, так как после ухода ледников около 11 000 лет назад все три популяции мигрировали на север. Западный и южный подвиды встретились на территории Миссури, в результате чего возник новый гибрид — центральный подвид, который мигрировал на восток и север через бассейны рек Огайо и Теннесси.
Долгое время среди герпетологов шли дебаты об объединении сестринских таксонов Chrysemys, Pseudemys и Trachemys. С 1952 года некоторые исследователи предлагали объединить Chrysemys и Pseudemys в один род из-за их схожего внешнего вида. В 1964 году на основе замеров черепа и конечностей Самуэль МакДауэлл предложил объединить все три рода в один. Дополнительные замеры, произведённые в 1967 году, не подтвердили обоснованность такого объединения. В том же 1967 году палеонтолог и герпетолог Алан Холман отметил, что, несмотря на то, что все три рода черепах часто встречаются в природе вместе и имеют схожие параметры размножения, они никогда не скрещиваются. Исследования биохимии и паразитов этих черепах, проведённые в 1980-х годах, также указывают на то, что Chrysemys, Pseudemys и Trachemys — это три разных рода.

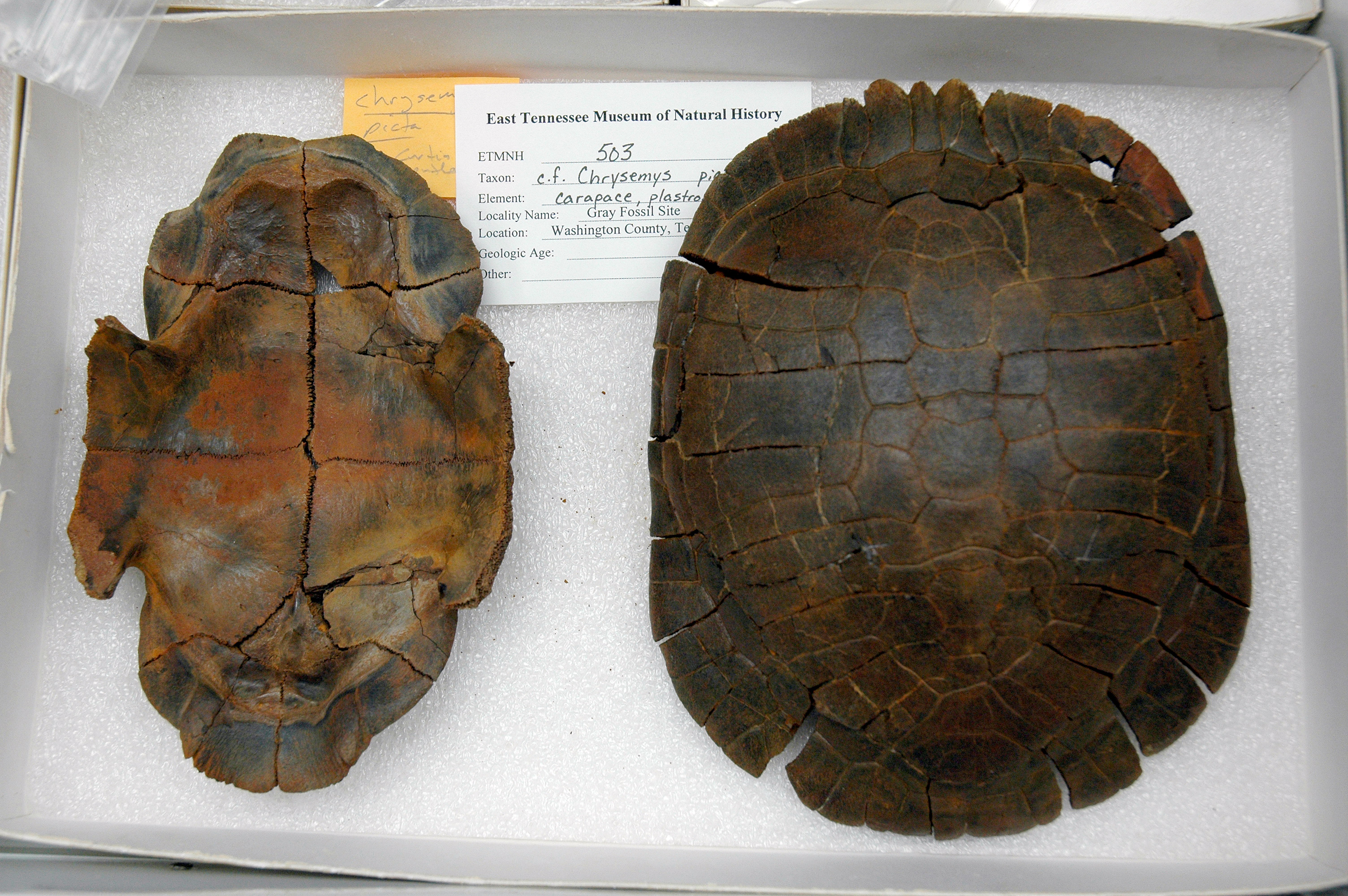
Окаменелости верхней и нижней частей панциря, около 5 млн лет назад, карстовая воронка в Теннесси

В 2003 году Давид Старки и его сотрудники предложили новую версию классификации расписных черепах. Основываясь на исследованиях митохондриальной ДНК, они отвергли гипотезу эволюции во время ледникового периода и предложили считать южных расписных черепах отдельным видом C. dorsalis, в то время как остальные подвиды, по их мнению, не следует различать вовсе. Эта идея не получила широкого распространения, так как уже было доказано, что все подвиды расписных черепах скрещиваются на всём протяжении пограничных районов своего обитания. Тем не менее, по состоянию на 2010 год Международный союз охраны природы признавал оба наименования южных расписных черепах C. dorsalis и C. p. dorsalis валидными.

### ДНК
В кариотипе расписной черепахи 50 хромосом, что совпадает с числом хромосом у остальных представителей подсемейства Deirochelyinae. Более эволюционно удалённые американские пресноводные черепахи имеют от 26 до 66 хромосом. Вариации кариотипа этих черепах в популяциях до сих пор мало исследованы. Тем не менее, исследование аминокислотных последовательностей белков в островных популяциях черепах Новой Англии в 1967 году показало различия по сравнению с материковой популяцией.
Сравнительный анализ хромосомальной ДНК подвидов расписных черепах обсуждался в дебатах по поводу таксономии, предложенной Старки, но по состоянию на 2009 год результаты не были опубликованы. Полная расшифровка генома расписной черепахи была завершена в 2011 году. Эта черепаха была выбрана одной из первых рептилий для проведения секвенирования генома.

### Ископаемые
Ископаемые расписные черепахи встречаются довольно часто. Несмотря на это, до сих пор не вполне ясна эволюционная история этих черепах — кто был последним общим предком и как от него произошли родственные группы. Наиболее древние образцы расписных черепах, возрастом 15 млн лет, были найдены на территории штата Небраска. Ископаемые образцы черепах возрастом 15—58 млн лет встречаются в районе Небраски — Канзаса, прослеживается постепенное распространение менее древних ископаемых. Ископаемые образцы моложе 300 тысяч лет встречаются почти на всей территории США и Южной Канады.

## Описание

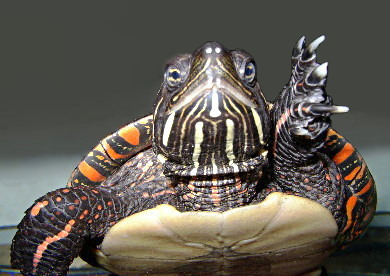
Расписная черепаха. Видны характерные жёлтые полосы на морде и перепонка на лапе

Панцирь расписной черепахи овальный, гладкий, 7—25 см в длину, нижняя часть — плоская. Окрас карапакса варьирует от оливкового до чёрного, позволяя черепахе эффективно сливаться с окружающей средой. Нижняя часть панциря, пластрон, окрашена в жёлтый или красный цвет, иногда с тёмными пятнами в центре. Кожа, как и карапакс, имеет цвет от оливкового до чёрного, с красными и жёлтыми полосами на шее, конечностях и хвосте, чему она и обязана своим видовым именем. Как и у большинства пресноводных черепах, у расписных есть плавательные перепонки между пальцами.
Расписная черепаха обладает характерной формой головы. На морде проходят только жёлтые полосы. За каждым глазом расположены большое жёлтое пятно и полоска, а на подбородке — две широкие полосы, встречающиеся на кончике челюсти. Верхняя челюсть черепахи имеет форму перевёрнутой буквы «V» с зубоподобным выступом, направленным вниз, с каждой стороны.
Молодые черепашки имеют пропорционально меньшие голову, глаза и хвост, а также более округлый панцирь, чем взрослые особи. Длина взрослой самки, как правило, больше длины самца (10—25 см и 7—15 см, соответственно). Карапакс самок более округлый, чем у самцов. Предполагается, что более крупные размеры самок способствуют кладке яиц. Самцы отличаются более длинными передними когтями и более длинным и толстым хвостом. Анальное отверстие (клоака) у самцов расположено дальше на хвосте, чем у самок.

### Подвиды
Несмотря на то, что подвиды расписной черепахи скрещиваются в пограничных регионах ареалов, в центральных частях своих ареалов каждый из них сохраняет свои специфические характеристики.
- Длина самца восточного подвида расписной черепахи (C. p. picta) 13—17 см, а самки 14—17 см. Карапакс оливково-зелёный, иногда с бледной полоской по центру и красными пятнами по краям. Передние края сегментов карапакса бледнее остальной части сегментов. Сегменты расположены прямыми рядами вдоль панциря, что отличает их от всех остальных североамериканских черепах (включая 3 других подвида расписной черепахи), у которых ряды сегментов панциря имеют чередующееся расположение[51]. Пластрон этого подвида окрашен в жёлтый цвет, сплошной или крапчатый[52].

- Центральный подвид расписной черепахи (C. p. marginata) имеет 10—25 см в длину[53]. Этот подвид труднее всего отличить от остальных, так как он по сравнению с другими подвидами не содержит явных отличительных характеристик[51]. Его характерным признаком является симметричное тёмное пятно в центре пластрона, но оно может иметь различные размеры и чёткость[18].

- Длина южного, самого мелкого, подвида расписной черепахи (C. p. dorsalis) — 10—14 см[54]. Его характерной чертой является ярко-красная полоса, проходящая по центру карапакса[51], пластрон светло-коричневый и почти не имеет пятен[55].

- Самым крупным подвидом расписной черепахи является западный подвид (C. p. bellii), длина которого достигает 25 см[56]. На его карапаксе можно увидеть сеточку светлых полосок[17], а центральная полоса карапакса практически отсутствует. На его пластроне можно увидеть большое цветное (как правило, красное) пятно, распространяющееся от центра к краям[17].

| Восточный подвид C. p. picta                                 | Центральный подвид C. p. marginata                                                                           | Южный подвид C. p. dorsalis                                                        | Западный подвид C. p. bellii                                   |
| ------------------------------------------------------------ | --- | ---------------------------------------------------------------------------------- | -------------------------------------------------------------- |
| A full overhead shot of an eastern painted turtle            | A midland painted turtle sitting on rocky ground facing left with his head slightly retracted into his shell | A southern painted turtle facing left, top-side view, stripe prominent, on pebbles | A western painted turtle standing in grass, with neck extended |
| A hand holds a turtle, exposing the orange-yellow undershell | The under shell(plastron) of a midland painted turtle                                                        | The under shell(plastron) of a southern painted turtle                             | The under shell(plastron) of a western painted turtle          |

## Распространение

### Ареал
Самая широко распространённая североамериканская черепаха, расписная является единственной черепахой, естественный ареал которой простирается от Атлантического до Тихого океана. Она встречается в природе в восьми из десяти провинций Канады, в сорока пяти из пятидесяти штатов США и в одном из штатов Мексики. На восточном побережье Северной Америки она обитает от Приморских провинций Канады на севере до штата Джорджия на юге. На западном побережье обитает на территории Британской Колумбии, штатов Вашингтон и Орегон, а также на лежащем на юго-востоке острове Ванкувер. Расписная черепаха — самая северная из американских черепах: её ареал захватывает большую часть южной Канады. Южная оконечность ареала расписной черепахи достигает побережья в штатах Луизиана и Алабама. На юго-западе США встречаются лишь отдельные популяции. Также они встречаются в одной из рек на самом севере Мексики. Природные популяции расписных черепах не были обнаружены на юго-западе штата Виргиния и в соседних штатах, также как и в северной и центральной частях Алабамы.
Тёмно-серый — государственные границы

Белый — границы провинций и штатов

Тёмно-синий — реки (только упомянутые в статье)
 Восточный подвид (C. p. picta)
 Центральный подвид (C. p. marginata)
 Южный подвид (C. p. dorsalis)
 Западный подвид (C. p. bellii)
Смешанные зоны (только основные территории)
 Смесь восточного и центрального подвидов
 Смесь восточного и южного подвидов
 Смесь центрального и западного подвидов
Перекрёстное размножение между подвидами в пограничных районах не позволяет провести чёткие границы их ареалов. В пограничных регионах проводились многочисленные наблюдения за помесями разных подвидов, как правило, сводившиеся к сравнению их анатомических характеристик с характеристиками типовых представителей подвидов. Несмотря на неточность, принято определять номинальные ареалы для подвидов.

#### Восточный подвид
Ареал восточного подвида расписной черепахи простирается от Южной Канады до Джорджии, имея приблизительной западной границей горную систему Аппалачи. В более северных районах черепаха водится только в тёплых местах ближе к Атлантическому океану. Она редко появляется на севере штата Нью-Гэмпшир, а в штате Мэн водится только в пределах полосы шириной в 50 км от побережья. В Канаде обитает в провинциях Нью-Брансуик и Новая Шотландия, но отсутствует в Квебеке и на Острове Принца Эдуарда. На юге она отсутствует в прибрежных низинах юга Северной Каролины, в Южной Каролине, Джорджии и Флориде.
Ареал восточного подвида достигает центральной Алабамы, где он смешивается с южным подвидом. На северо-востоке широко распространена гибридизация с центральным подвидом. На юго-востоке граница между восточным и центральным подвидами выражена гораздо чётче, поскольку горные хребты разделяют эти подвиды по разные стороны линии водораздела.

#### Центральный подвид
Центральный подвид расписной черепахи обитает от южного Онтарио и Квебека на севере до штатов Кентукки, Теннеси и северо-западной Алабамы на юге, где он смешивается с южным подвидом. Его также можно обнаружить восточнее, в Западной Виргинии, западной части Мэриленда и в Пенсильвании. Есть наблюдения, указывающие на миграцию центрального подвида на восток, особенно на территории Пенсильвании. На северо-востоке его можно обнаружить в западной части штата Нью-Йорк и на большей части территории Вермонта, где он смешивается с восточным подвидом.

#### Южный подвид
Южный подвид расписной черепахи обитает от юга штатов Иллинойс и Миссури на севере, вдоль долины Миссисипи и далее на юг. На территории штата Арканзас его ареал ответвляется на запад, в сторону Техаса, где его можно обнаружить на северо-востоке этого штата, в районе озера Каддо, и на юго-востоке штата Оклахома (округ МакКуртейн). Его можно также обнаружить на большей части территории Луизианы, где он достигает Мексиканского залива (в пресной воде). Восточнее он водится в западном Теннесси, северном Миссисипи и в Алабаме, включая город Мобил на берегу Мексиканского залива. Изолированная популяция была обнаружена в центральном Техасе, но на данный момент она считается привнесённой популяцией.

#### Западный подвид
Северная часть ареала западного подвида включает в себя юго-запад Канады (провинции Онтарио, Манитоба, Саскачеван, Альберта и Британская Колумбия). В Онтарио западный подвид обитает севернее Миннесоты и озера Верхнее, но к востоку от озера имеется промежуток шириной в 130 км, где расписные черепахи не обитают вообще (в свете тяжёлой зимы). Поэтому западный подвид, обитающий в Онтарио, не смешивается с центральным подвидом, обитающим на юго-востоке Онтарио. В провинции Манитоба этот подвид широко распространён, его ареал достигает на севере озера Манитоба и южной части озера Виннипег. Эта черепаха также распространена в южном Саскачеване, в Альберте же их считанное количество (около ста особей), которых можно обнаружить вдоль границы с США. В Британской Колумбии отдельные популяции обитают в долинах рек Кутеней, Колумбия, Оканаген и Томпсон, но в этой провинции нет непрерывного ареала черепах. На побережье Британской Колумбии эти черепахи обитают на острове Ванкувер и некоторых других близлежащих островах. Имеются данные о нахождении этих черепах в более северных районах Альберты и Британской Колумбии, но на сегодняшний день их считают выпущенными на волю и одичавшими домашними черепахами.
На территории США западный подвид смешивается с центральным подвидом на обширной площади, включающей в себя большую часть штата Иллинойс и часть штата Висконсин вдоль озера Мичиган и части верхнего перешейка Мичигана. Западнее, на остальной части Иллинойса и Висконсина западный подвид обитает, не смешиваясь с другими. В его ареал входят также территории штатов Миннесота, Айова, Миссури (кроме узкой полосы на юге штата), Северная и Южная Дакота, Небраска и Канзас и северной части штата Оклахома.
На северо-западе практически вся Монтана является частью ареала, за исключением узкой полосы на западе, вдоль границы со штатом Айдахо. На территории штата Вайоминг расписных черепах можно обнаружить только возле северной и восточной границ штата, а в Айдахо только в самой северной части. В штате Вашингтон эти черепахи встречаются в речных долинах по всей территории штата, также как и на севере штата Орегон.
На юго-западе ареал западного подвида расписной черепахи не является сплошным. На территории штата Колорадо эта черепаха присутствует в восточной части, в прерии, но отсутствует в западной, гористой части штата. Отдельные популяции существуют в юго-западной части этого штата и в северной части штата Нью-Мексико, в бассейне реки Сан-Хуан. Основная популяция расписных черепах на территории Нью-Мексико обитает вдоль рек Рио-Гранде и Пекос, пересекающих штат с севера на юг. На территории штата Юта расписная черепаха обитает в притоках реки Колорадо, но вопрос, является ли этот район частью естественного ареала, остаётся открытым. На территории штата Аризона расписная черепаха обитает возле озера Лиман. Расписные черепахи не обнаружены на территориях штатов Невада и Калифорния.
В Мексике расписные черепахи были обнаружены в 50 милях к югу от Нью-Мексико, на территории штата Чиуауа. Две экспедиции нашли черепах в закрытом бассейне реки Рио Санта Мария.

#### Человеческое вмешательство
Ручные черепахи, выпущенные (или сбежавшие) на волю, основывают популяции вне границ своего естественного ареала. Такие популяции наблюдаются в США (в Калифорнии, Аризоне и Флориде), в Европе (в Германии и Испании) и в Юго-Восточной Азии (в Индонезии и на Филиппинах).

### Среда обитания

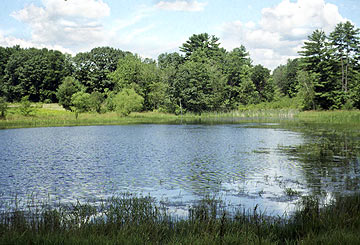
Среда обитания расписной черепахи в Нью-Гемпшире

Расписным черепахам в качестве среды обитания подходят пресноводные водоёмы с мягким, илистым дном, местами, подходящими для того, чтобы греться на солнышке, и водной растительностью. Они обитают на мелководье с медленным течением — в прудах, болотах, ручьях и по берегам озёр. Каждый подвид имеет собственные предпочтения:
- Восточный подвид, наиболее водолюбивый, отдаляется от своего водоёма только при необходимости мигрировать в случае засухи[96]. Вдоль Атлантического побережья расписные черепахи появлялись в солоноватой воде[95].
- Центральный и южный подвиды предпочитают стоячие воды, обычно заводи и побережья. Они предпочитают мелководья с густой растительностью и имеют высокую сопротивляемость поллютантам[54][97].
- Западный подвид обитает в ручьях и озёрах, как и другие расписные черепахи, но, вдобавок, комфортно чувствует себя в прудах. Этот подвид можно обнаружить на высокогорье до 1800 метров над уровнем моря[56].

### Популяционные характеристики
На большей части территории своего ареала расписная черепаха является самым распространённым видом черепах. Плотность популяции варьирует от 10 до 840 черепах на гектар водной поверхности. Плотность популяции растёт в местах с более тёплым климатом и в более привлекательных для черепах средах обитания. Плотность черепах в реках и крупных озёрах относительно невелика из-за того, что только их берега являются привлекательной средой обитания. Центральные, глубоководные части таких водоёмов искажают параметр плотности, основанный на замере количества черепах и площади поверхности водоёма. Кроме того, черепахи, обитающие по берегам таких водоёмов, вынуждены покрывать относительно более длинные расстояния в поисках пропитания.

Диаграмма, демонстрирующая систему нумерации сегментов панциря

В большинстве популяций взрослые черепахи преобладают количественно над малышами, но выявить точную пропорцию сложно, так как малышей труднее отлавливать. Существующие методики демонстрируют широкий разброс данных.
Выживаемость расписных черепах увеличивается с возрастом. Шанс расписной черепашки дожить до своего первого дня рождения составляет всего 19 %. У подрастающих самок расписной черепахи среднегодовой уровень выживаемости составляет уже 45 %, а взрослой черепахи — 95 %. Кривая среднегодового уровня выживаемости у самцов растёт по тому же принципу, но для всех возрастов остаётся ниже уровня самок. Естественные катастрофы (как, например, ураган, разрушающий большинство гнёзд в определённом районе) могут резко менять возрастное распределение. Миграция взрослых особей тоже может вызывать подобные искажения.
Существует несколько методик определения возраста расписных черепах. Возраст черепах моложе четырёх лет (а в некоторых популяциях и до двенадцати лет) может быть определён с помощью «возрастных колец» на их панцирях (метод, напоминающий определение возраста деревьев). Делались попытки определения возраста более старых черепах на базе математических моделей размеров и форм панцирей и конечностей, но большой точности добиться в этом не удалось. Наиболее надёжным на сегодняшний день методом является неуничтожаемая маркировка панцирей пойманных черепах (например, насечки), после чего черепахи выпускаются на волю, а в последующие годы время от времени отлавливаются. Наиболее длительное исследование, проведённое в Мичигане, показало, что расписные черепахи живут дольше 55 лет.
Соотношение полов взрослых расписных черепах колеблется около 1:1. Во многих популяциях немного преобладают самцы, но в некоторых встречается и заметное преобладание самок. В одной изученной популяции в Онтарио пропорция составляла 4:1 в пользу самок. Соотношение полов вылупившихся малышей меняется в зависимости от температуры яиц. В течение второго триместра инкубации температура 23—27 °C приводит к развитию самцов. Любая температура выше или ниже этого приводит к развитию самок. Нет данных, свидетельствующих о том, что самки черепах выбирают места под гнёзда с целью повлиять на пол черепашек. Внутри популяции гнёзда различаются достаточно для того, чтобы получались кладки с преобладанием самцов и кладки с преобладанием самок.

## Пищевая цепь

### Питание

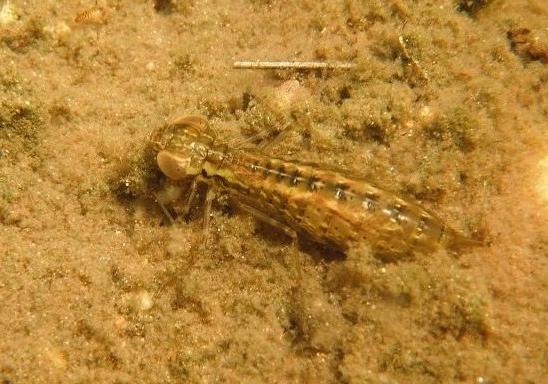
Личинка стрекозы — предпочтительная пища южной расписной черепахи

Расписные черепахи ищут добычу вдоль дна водоёма. Они резко просовывают голову в заросли растительности, чтобы заставить потенциальную жертву выскочить в открытую воду, где её легко поймать. Крупную добычу они удерживают ртом и рвут на куски передними конечностями. Кроме того, они поедают водную растительность и планктон. Этих черепах можно наблюдать плывущими вдоль поверхности воды с открытым ртом и заглатывающими мелкие частицы пищи.
Все подвиды расписных черепах всеядные, не брезгуют падалью, но тем не менее характеристики питания подвидов разнятся:
- Рацион восточного подвида наименее изучен. Этот подвид предпочитает питаться под водой, но его встречали питающимся и на суше. Как правило, кормится дохлой или раненой рыбой[111].
- Центральный подвид питается в основном водными насекомыми и растениями[112].
- Рацион южного подвида расписных черепах меняется с возрастом. Растительная пища составляет примерно одну восьмую часть рациона молодняка и примерно семь восьмых рациона взрослых черепах. Возможно, это указывает на то, что черепаха предпочитает животную пищу, но в состоянии обеспечить себя достаточным её количеством (поедая личинок и т. п.) лишь в юном возрасте[113]. Основу питания этих черепах составляют личинки стрекоз и водоросли[114].
- У западного подвида расписных черепах потребление растительной и животной пищи меняется в зависимости от времени года. Так, например, в начале лета насекомые составляют около 60 % от объёма его пищи, а уже в конце лета 55 % от объёма пищи составляют растения[115]. Западный подвид питается и семенами белых кувшинок. Поскольку жёсткие семена сохраняют способность к прорастанию после прохождения через пищеварительную систему черепахи, она является их распространителем[115].

### Хищники

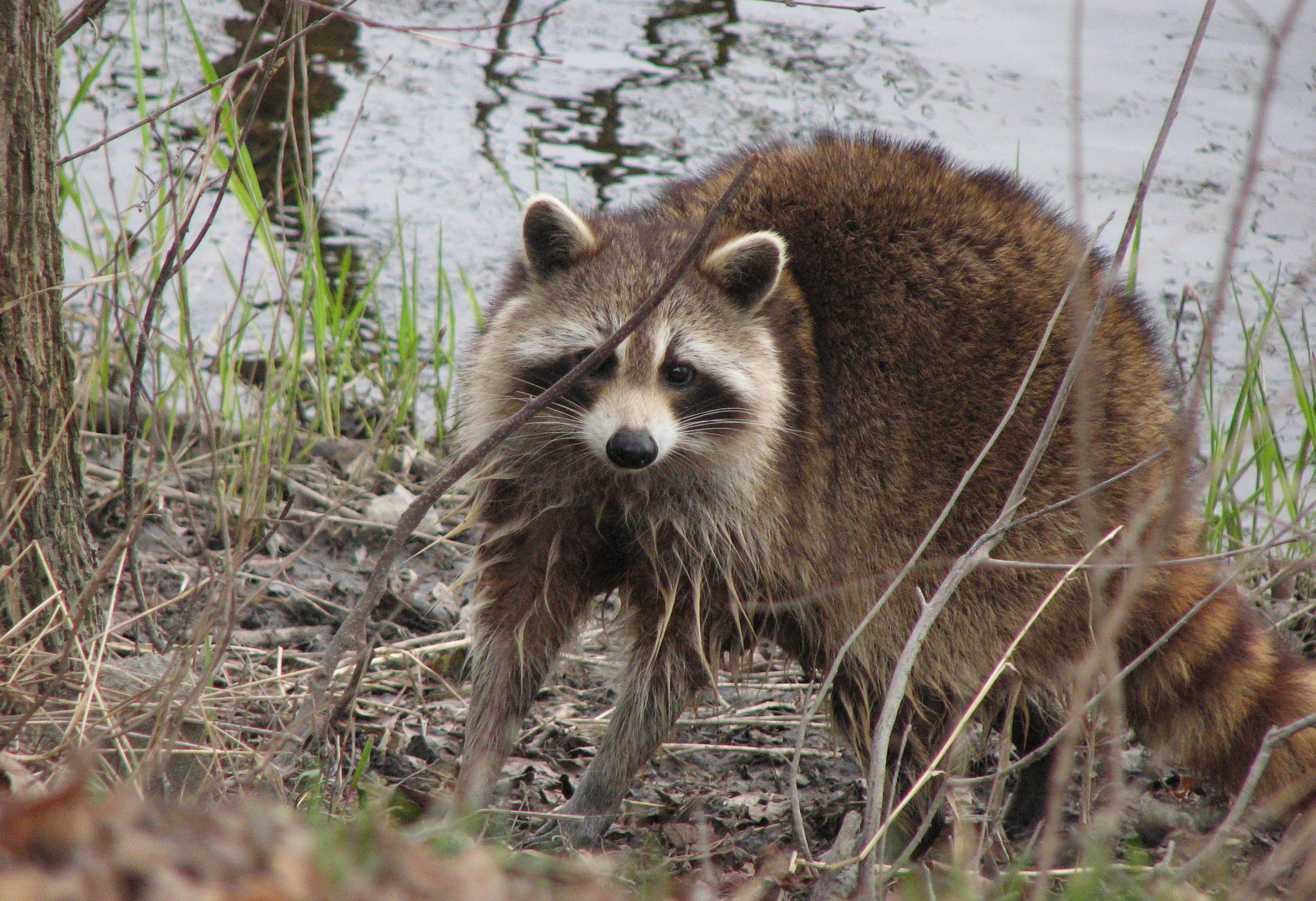
Еноты охотятся на расписных черепах

Наиболее уязвимыми для хищников расписные черепахи являются в молодости. Гнёзда часто оказываются разграбленными, а яйца съеденными ужами, воронами, бурундуками, некоторыми видами белок, скунсами, сурками, енотами, барсуками, серыми и красными лисами и людьми. Крохотные многочисленные черепашки часто становятся жертвами водных клопов из семейства Belostomatidae, окуней, сомов, лягушек-быков, каймановых черепах, различных змей, цапель, крыс, ласок, ондатр, норок и енотов. Крепкие панцири взрослых черепах защищают их от большинства потенциальных хищников, но тем не менее они иногда становятся жертвами аллигаторов, скопы, ворон, красноплечих канюков, орлов и в особенности енотов.
Расписные черепахи защищаются от хищников ударами конечностей, когтями, укусами и мочеиспусканием. В отличие от сухопутных черепах, расписные черепахи могут самостоятельно вернуться в правильное положение, если их переворачивают на спину.

## Поведение

### Регуляция температуры

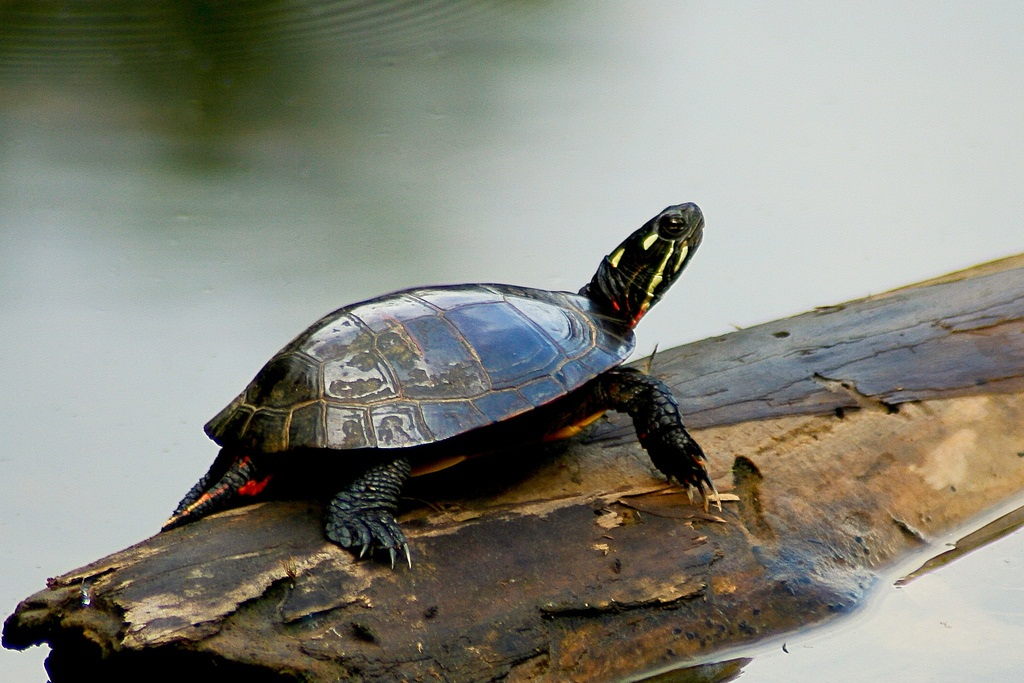
Регуляция температуры тела — расписная черепаха сидящая на коряге

Будучи холоднокровной рептилией, расписная черепаха регулирует температуру тела поведенческими реакциями на изменения в окружающей среде. Черепахам всех возрастов необходимо греться на солнце, и поэтому удобные места для согревания привлекают большое количество черепах разных видов. По некоторым наблюдениям на одном бревне могут уместиться более 50 черепах. Несмотря на то, что брёвна и коряги являются излюбленными для черепах местами согревания, черепахи используют для этой цели любые выступающие из воды объекты. Так, например, расписных черепах наблюдали загорающими, сидя на гагарах, сидящих, в свою очередь, на яйцах.
Свой день черепаха начинает с того, что выбирается из воды и греется на протяжении нескольких часов. Достаточно согревшись, она возвращается в воду в поисках пропитания. Потеряв определённое количество тепла, черепаха снова выбирается из воды, чтобы погреться. В течение дня возможны 2—3 цикла согревания — питания. Ночью черепаха ныряет на дно водоёма или цепляется за какой-нибудь подводный предмет и засыпает.
Для сохранения активности черепаха должна поддерживать внутреннюю температуру тела в пределах 17—23 °C. При инфекционном заболевании черепаха может продолжительным пребыванием на солнце повышать температуру тела на несколько градусов.

### Сезонное поведение и спячка

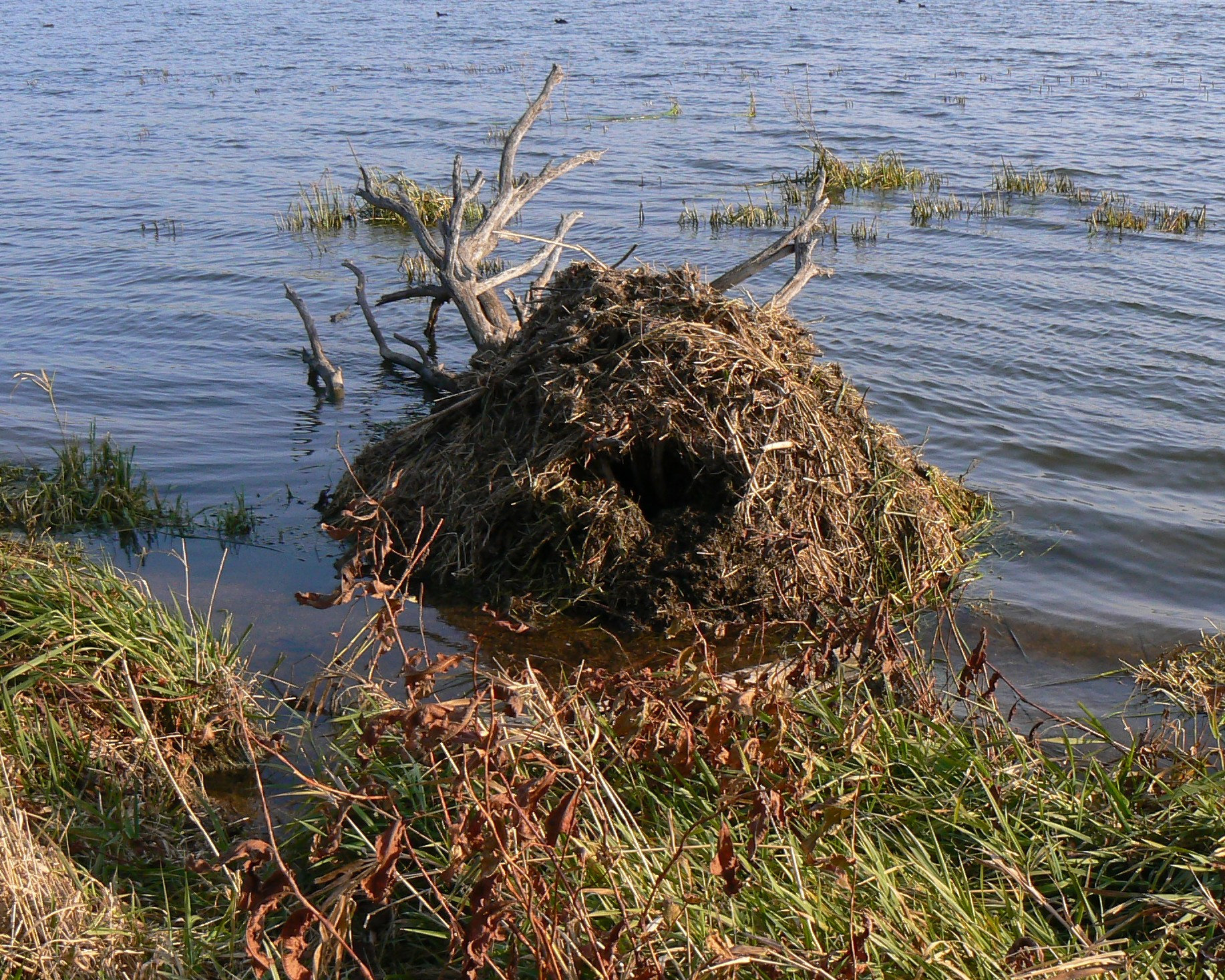
Нора ондатры — удобное место для зимней спячки расписной черепахи

Весной, когда температура воды достигает 15—18 °С, черепаха начинает поиск пропитания. При температуре воды, превышающей 30 °С, черепахи перестают питаться. Осенью черепаха прекращает активную деятельность, когда температура воды падает ниже 15 °С.
Зимой расписная черепаха впадает в спячку. В северных частях ареала спячка может продолжаться с октября по март, а наиболее южные популяции могут не впадать в спячку совсем. Во время спячки средняя температура тела черепахи равняется приблизительно 6 °C. Оттепель может выводить расписных черепах из спячки; так, даже на севере можно было наблюдать греющихся на солнце черепах уже в феврале.
Расписная черепаха впадает в спячку, зарываясь в землю на дне водоёма, на берегу водоёма, в норе ондатры, в лесах и лугах. Если место для спячки выбрано под водой, глубина дна не должна превышать двух метров. Черепаха может зарываться на метр в толщу земли. В состоянии спячки черепаха перестаёт дышать, но может впитывать некоторое количество кислорода через кожу. Расписная черепаха является одним из самых изученных видов позвоночных, способных обходиться долгое время без кислорода. Адаптации состава крови в сердце, в мозгу и в особенности адаптации панциря позволяют черепахе переносить исключительно высокие концентрации молочной кислоты, наблюдаемые в периоды кислородного голодания.

### Передвижение

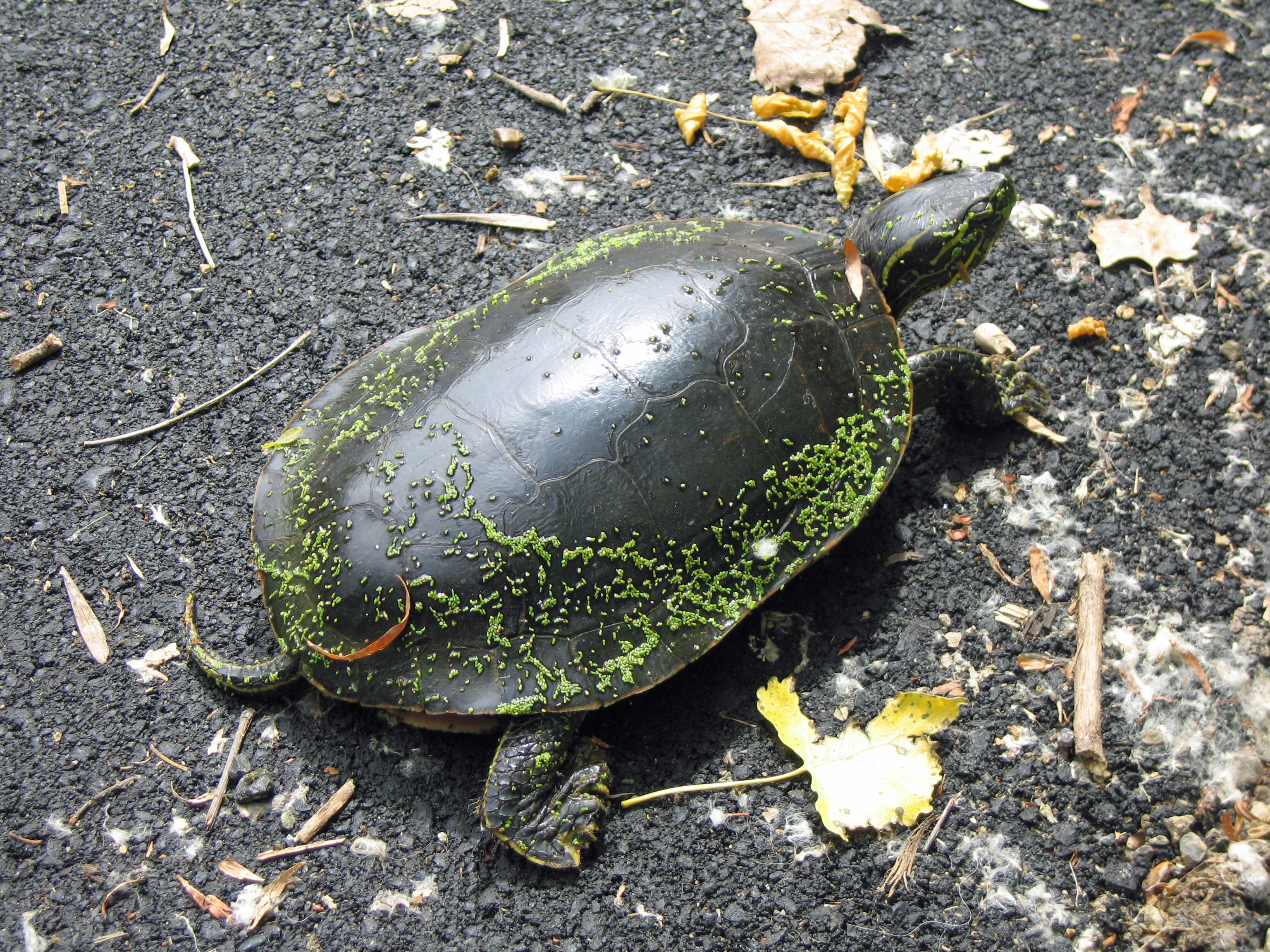
Сухопутное перемещение

Расписные черепахи могут преодолевать расстояния в несколько километров в поисках пищи, воды или партнёров. Летом, реагируя на жару, черепахи могут оставлять пересыхающие местности в пользу постоянных водоёмов. Короткие сухопутные миграции могут совершаться сотнями черепах сразу. В случае продолжительной жары и засухи черепахи впадают в летнюю спячку, зарываясь в землю, что спасает их от гибели, за исключением экстремальных ситуаций.
В поисках пищи черепахи часто пересекают водоёмы или путешествуют вдоль ручьёв. Наблюдения показывают, что есть зависимость между полом и возрастом черепахи и покрываемым ею расстоянием. Помеченных и отпущенных взрослых самцов находили на расстоянии до 26 км от первоначального места. Взрослых самок находили на расстоянии до 8 км от точки выпуска, а маленьких черепашат на расстоянии, не превышающем 2 км. Принятая теория объясняет повышенную подвижность взрослых самцов необходимостью менять водоёмы в поисках партнёра.
У расписных черепах были обнаружены способности к хомингу через визуальное опознавание местности. Много черепах возвращалось к точкам, на которых они были впервые подобраны и помечены, передвигаясь по воде или по земле. В одном из экспериментов 988 расписных черепах были выпущены на различных расстояниях (в пределах нескольких километров) от родного водоёма. 418 черепах (более 40 %) вернулись. Предполагается, что самки расписных черепах используют способность к хомингу для нахождения подходящих мест для сооружения гнёзд.

## Жизненный цикл

### Спаривание
Расписные черепахи спариваются весной и осенью, когда температура воды держится в пределах 10—25 °C. Самцы начинают генерировать сперму ранней весной, когда они могут согреванием довести внутреннюю температуру тела до 17 °C. Самки начинают свой репродуктивный цикл в середине лета, так что овуляция приходится на следующую весну.
Ритуал ухаживания начинается с того, что самец следует за самкой, пока он не встретится с ней лицом к лицу. Самец поглаживает морду и шею самки своими вытянутыми передними когтями, а заинтересованная самка копирует его движения. Пара черепах повторяет ритуал несколько раз, самец то удаляется от самки, то возвращается к ней до тех пор, пока она не ныряет на дно водоёма, где и происходит спаривание. Доминантной в паре является более крупная по размерам самка. Самка может хранить в своих яйцеводах достаточно спермы для трёх кладок. Сперма остаётся витальной до трёх лет. В каждой кладке могут быть потомки нескольких самцов.

### Откладывание яиц

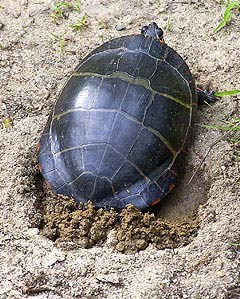
Самка расписной черепахи роет гнездо

Самки роют гнёзда со второй половины мая до середины июля. Гнёзда, как правило, роются в песчаной почве и имеют форму вазы, направленной в сторону юга. Большинство гнёзд находятся в пределах 200 метров от водоёма, но отдельные гнёзда были найдены и на расстоянии в 600 метров от берега. Была обнаружена определённая корреляция между возрастом черепахи и расстоянием от берега до её гнезда. Размеры гнёзд варьируют в зависимости от размеров самки и особенностей места, но, как правило, имеют от 5 до 11 см в глубину. Самки могут возвращаться из года в год на одну и ту же точку, но если несколько самок роют гнёзда близко друг к другу, увеличивается угроза разграбления их хищниками.
Оптимальная температура тела самки, роющей гнездо, — 29-30 °C. При погоде, не позволяющей добиться такой температуры (например, более высокая температура окружающей среды), черепаха откладывает подготовку гнезда. Одно из наблюдений за расписными черепахами в Виргинии во время жаркой засушливой погоды продемонстрировало расписных черепах, три недели ожидающих подходящих условий.
Готовясь вырыть гнездо, самка иногда прижимается горлом к земле, возможно, оценивая её влажность, тепло, состав или запах. Иногда самки роют несколько гнёзд, из которых используется только одно.
Самка роет землю задними конечностями. Налипшие на них песок и грязь могут ограничивать черепаху в движениях, делая её уязвимой для хищников. Эту проблему черепаха решает, смачивая конечности мочой. Как только гнездо готово, черепаха откладывает в него яйца. Недавно отложенные яйца эллиптической формы, белого цвета, пористые и упругие. Процесс откладывания яиц может занимать несколько часов. Иногда самка остаётся на земле всю ночь и возвращается в воду только утром.
Самки расписных черепах могут производить до пяти кладок в год, но обычно среднее значение по популяции не превышает двух кладок в год, учитывая то, что от 30 % до 50 % самок в популяции не производят ни одной кладки в данном году. В некоторых северных популяциях ни одна самка не производила больше одной кладки в году. Более крупные самки откладывают, как правило, более крупные яйца и большее количество яиц. Размер кладки зависит от подвида. Чем крупнее самки подвида и чем севернее они обитают, тем больше яиц они откладывают в одной кладке. Средний размер кладки для западного подвида составляет 11,9 яйца, для центрального — 7,6, для восточного 4,9 и, наконец, для самого маленького, южного подвида — 4,2 яйца в кладке.

### Развитие
Инкубация длится 72—80 дней в естественной среде и столько же в лабораторных условиях. Черепашки вылупляются из яиц в августе и сентябре, используя специальный яйцевой зуб. В южных популяциях черепашки, как правило, сразу покидают гнездо, а в северных (севернее линии Небраска — Иллинойс — Нью-Джерси) зарываются в гнездо, переживают в нём зиму и покидают гнездо следующей весной.

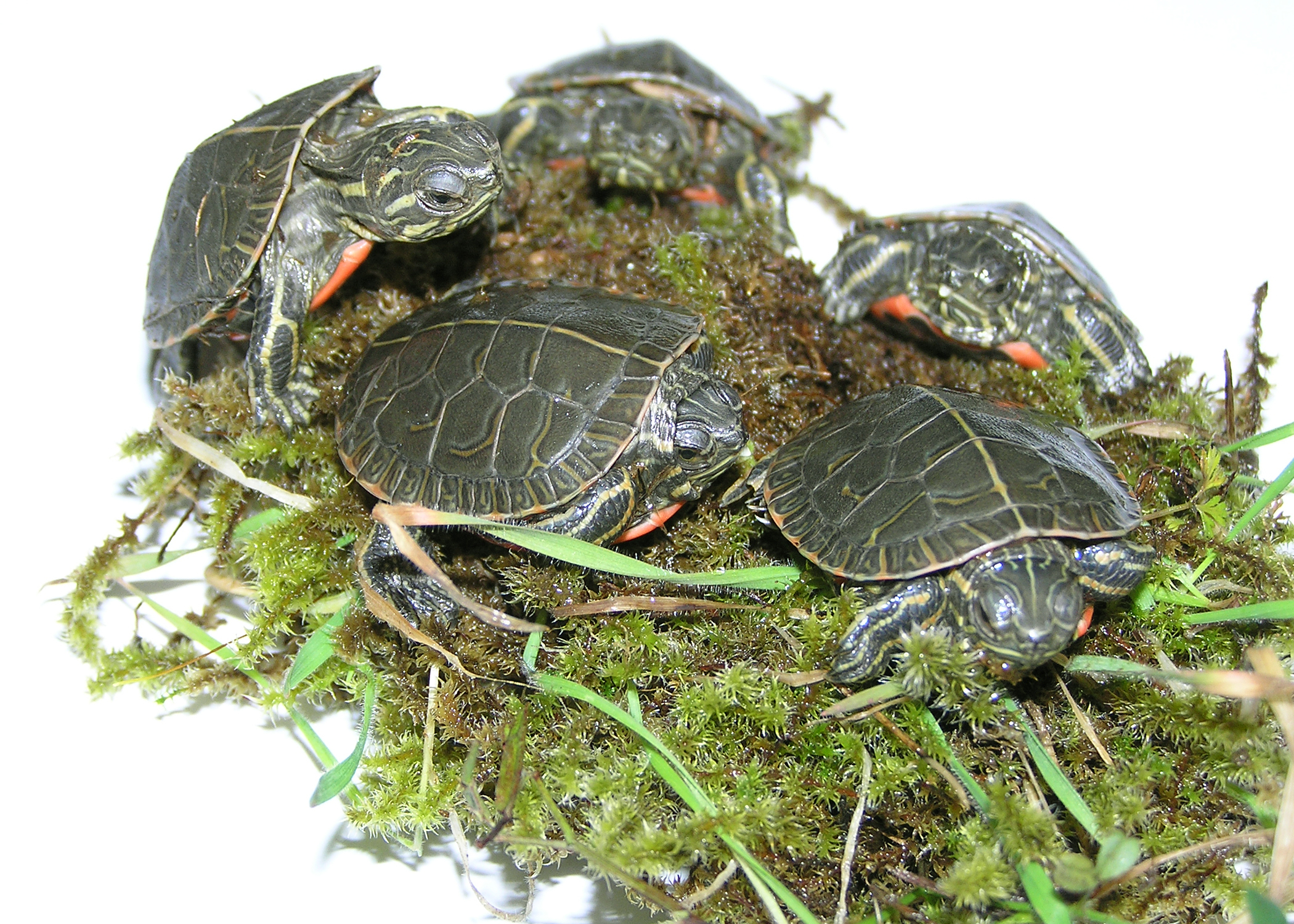
Недавно вылупившиеся расписные черепашки

Способность черепашек перезимовать в гнезде позволила расписным черепахам расширить свой ареал на север дальше других американских черепах. Расписные черепахи генетически адаптированы к продолжительным периодам заморозков. Их кровь не замерзает, а кожа препятствует проникновению ледяных кристаллов снаружи. У этой адаптации есть предел, и тяжёлые заморозки могут привести к гибели многих черепашек.
Первую неделю активной жизни (которая может начаться следующей весной для северных популяций) черепашки живут за счёт усвоенного в процессе инкубационного развития желтка, а после этого начинают добывать себе пропитание. Первое время черепашки растут быстро, иногда удваиваясь в размерах в первый год жизни. Рост черепах резко замедляется (или полностью останавливается) по достижении ими половой зрелости. Темпы роста черепах варьируют от популяции к популяции (вероятно, в зависимости от количества и качества пищи и других условий). Если сравнивать подвиды, то самыми быстрорастущими являются представители западного, самого крупного подвида.
Самки растут быстрее самцов, но достигают половой зрелости позже. В большинстве популяций самцы достигают половой зрелости к 2—4 годам, а самки к 6—10 годам. Размеры черепах и возраст половой зрелости увеличиваются в направлении с юга на север. На северной оконечности своего ареала самцы достигают половой зрелости к 7—9 годам, а самки к 11—16 годам.

## Охранный статус

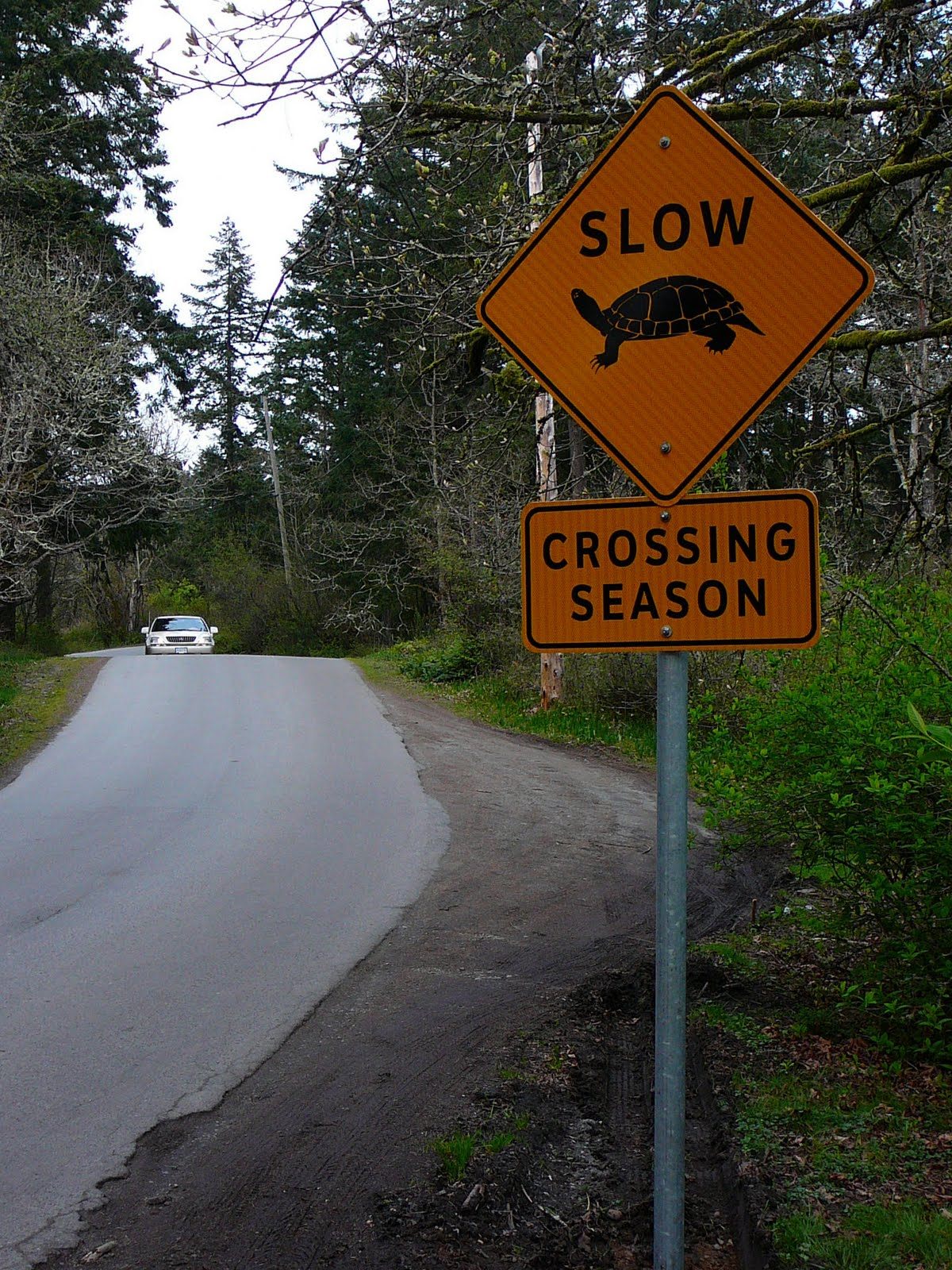
Дорожный знак в Британской Колумбии.

Падение численности расписных черепах нельзя объяснить простым уменьшением площади ареала (как, например, верно для американского бизона). Эта черепаха классифицируется как G5 (широкое распространение) по системе NatureServe conservation status, а по системе IUCN она находится в категории «Least Concern». Высокая скорость размножения и способность выживать в загрязнённых водоёмах и искусственных прудах позволили расписной черепахе сохранить свой ареал. Тем не менее, заселение Северной Америки со времён Колумба привело к уменьшению их количества.
Сокращение ареала наблюдается лишь на северо-западе, в штате Орегон и провинции Британская Колумбия, где расписные черепахи определяются как вид, находящийся под угрозой.
В литературе описаны различные факторы, представляющие угрозу расписным черепахам, но они до сих пор не поддаются квантификации, и их сравнительная важность также неоднозначна. Первостепенной угрозой является потеря среды обитания, происходящая вследствие осушения водоёмов, очистки их от камней и коряг, а также зачистки прибрежной растительности (повышает доступ хищников) и увеличения числа пешеходов. Необходимые условия для создания гнёзд (прогреваемая солнцем почва) разрушаются урбанизацией и искусственными посадками.
Другое отрицательное влияние человека на поголовье черепах — это их гибель на дорогах. Кроме того, дороги способствуют генетической изоляции некоторых популяций. Местная администрация борется с этим явлением с помощью сооружения проходов под автотрассами, заградительных барьеров и дорожных знаков. В Орегоне действует программа по просвещению населения в области черепах и соответствующего поведения на дорогах.
В западной части ареала расписных черепах введение человеком в их среду обитания таких хищников, как окуни, лягушки-быки и в особенности каймановые черепахи, уменьшает шансы молодых расписных черепашек на выживание. Кроме юго-востока США, где красноухие черепахи обитают в природе, выпущенные домашние красноухие пресноводные черепахи в других районах всё чаще конкурируют с расписными черепахами. В городах растущее число «городских» хищников (енотов, собак и кошек), которые поедают яйца, может негативно сказаться на поголовье расписных черепах.
Дополнительные факторы, угрожающие расписным черепахам, это отлов диких черепах, выпуск на волю домашних черепах, распространяющих заболевания или уменьшающих изменчивость, загрязнение окружающей среды, лодки, рыболовные крючки (при попытках черепах съесть приманку), отстрел, а также всевозможные сельскохозяйственные агрегаты. Доцент кафедры экологии дикой природы Орегонского Государственного университета Дж. Джервис с коллегами отмечают, что сами исследования (требующие отлова большого количества черепах) могут негативно влиять на их популяцию. Учитывая тот факт, что многие исследования так и не были опубликованы, они предлагают исследователям быть более разборчивыми в методах. Глобальное потепление является будущей угрозой, которую трудно оценить на данном этапе.

## Использование

### В качестве домашних животных
Согласно статистике продаж, в начале 1990-х гг. расписные черепахи были вторыми по популярности после красноухих черепах. По состоянию на 2010 год, большинство американских штатов разрешают, но не рекомендуют заводить расписных черепах в качестве домашних животных. В Орегоне их содержание дома запрещено, а в Индиане запрещена торговля ими.
Федеральный закон США запрещает торговлю или транспортировку черепах размером менее 10 см, чтобы оградить людей от контакта с переносчиками сальмонеллы. Тем не менее это разрешено в исследовательских целях, а также известны случаи нелегальной перевозки маленьких черепах.
Условия содержания расписных черепах в неволе схожи с условиями содержания красноухих черепах. Им требуются достаточно пространства, место для согревания и регулярно фильтруемая вода. Эти черепахи не подходят детям, поскольку они не любят, чтобы их поднимали и держали. У любителей эти черепахи живут десятки лет.

### Другое использование
Расписную черепаху иногда употребляют в пищу, но их мясо мало ценится. Даже самые крупные подвиды, такие как западная расписная черепаха, слишком малы в размерах, при том, что есть другие, более крупные виды. Черепах также препарируют в школах и продают через компании, работающие в этом секторе. Особи доставляются из дикой природы, но могут быть выращены в неволе.
На Среднем Западе черепашьи бега являются популярным развлечением во время ярмарок.

### Отлов
Отлов диких расписных черепах в коммерческих целях вызывает всё большую критику и постепенно ограничивается. Так, например, штат Висконсин, ранее практически не ограничивавший коммерческий отлов диких расписных черепах, полностью запретил его в 1997 году на основании данных исследований их количества. В соседней Миннесоте в 1990-х годах ловцы черепах выловили более 300 000 экземпляров.
Обеспокоенные мерами, принятыми в Висконсине, власти Миннесоты поручили исследователям из Миннесотского университета Т. Гемблу и Э. М. Саймону провести количественный анализ влияния отлова диких расписных черепах на их популяцию. Исследователи обнаружили, что популяции озёр, в которых ведётся отлов, примерно вдвое меньше популяций озёр, в которых отлов запрещён. Экстраполяция данных показала, что неограниченный отлов приведёт к резкому уменьшению численности черепах. С 2002 года в Миннесоте был введён мораторий на лицензирование новых ловцов черепах и было ограничено допустимое количество ловушек. Хотя отлов черепах в Миннесоте продолжается, количество пойманных экземпляров уменьшилось вдвое по сравнению с 1990-ми годами.

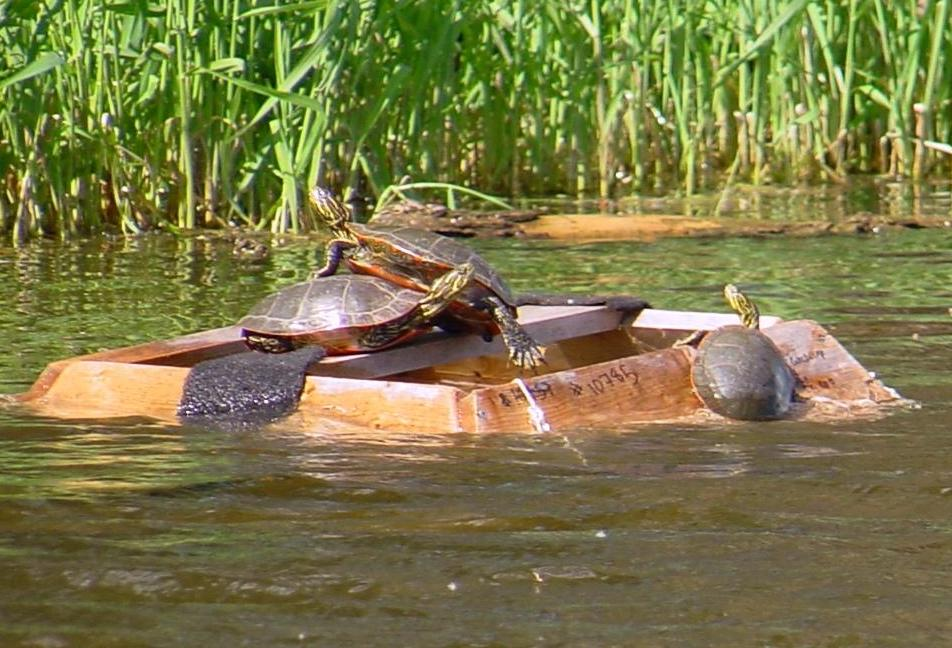
Ловушка для черепах в Миннесоте

По состоянию на 2009 год, отлов расписных черепах был практически неограничен в штатах Арканзас, Айова, Миссури, Огайо и Оклахома. С тех пор лишь в Миссури их отлов был запрещён.
Ловцы расписных черепах, как правило, занимаются этим в качестве дополнительного источника доходов, продавая несколько тысяч черепах в год по цене 1—2 $ за штуку. Многие являются потомственными ловцами, гордящимися своим «семейным бизнесом». Некоторые ловцы не согласны с ограничениями на отлов черепах, утверждая, что количество черепах не уменьшается.
В некоторых штатах США владельцы рыболовной (иногда охотничьей) лицензии имеют право на поимку расписных черепах с некоммерческими целями, в других штатах это запрещено. Отлов черепах полностью запрещён в Орегоне, где количество западных расписных черепах уменьшается, он также запрещён в Миссури (оба имеющихся подвида, южный и западный). Канадская провинция Онтарио охраняет оба имеющихся в её пределах подвида расписной черепахи (центральный и западный). Британская Колумбия также охраняет редеющих западных расписных черепах.
Дозволенные методы поимки черепах регулируются местной администрацией. Как правило, ловцы используют в качестве приманки пищу (англ. «hoop trap» — ловушка-обруч) или удобное место для согревания (англ. «basking trap» — ловушка-грелка). Отзывы ловцов, торговые данные и научные исследования показывают, что ловушки-грелки более эффективны для ловли расписных черепах, а ловушки-обручи больше подходят для поимки каймановых и трёхкоготных черепах. Ловля черепах руками, удочками и сетями, как правило, разрешена, а использование для этой цели огнестрельного оружия, химикатов и взрывчатых веществ запрещено.

## Расписная черепаха в культуре

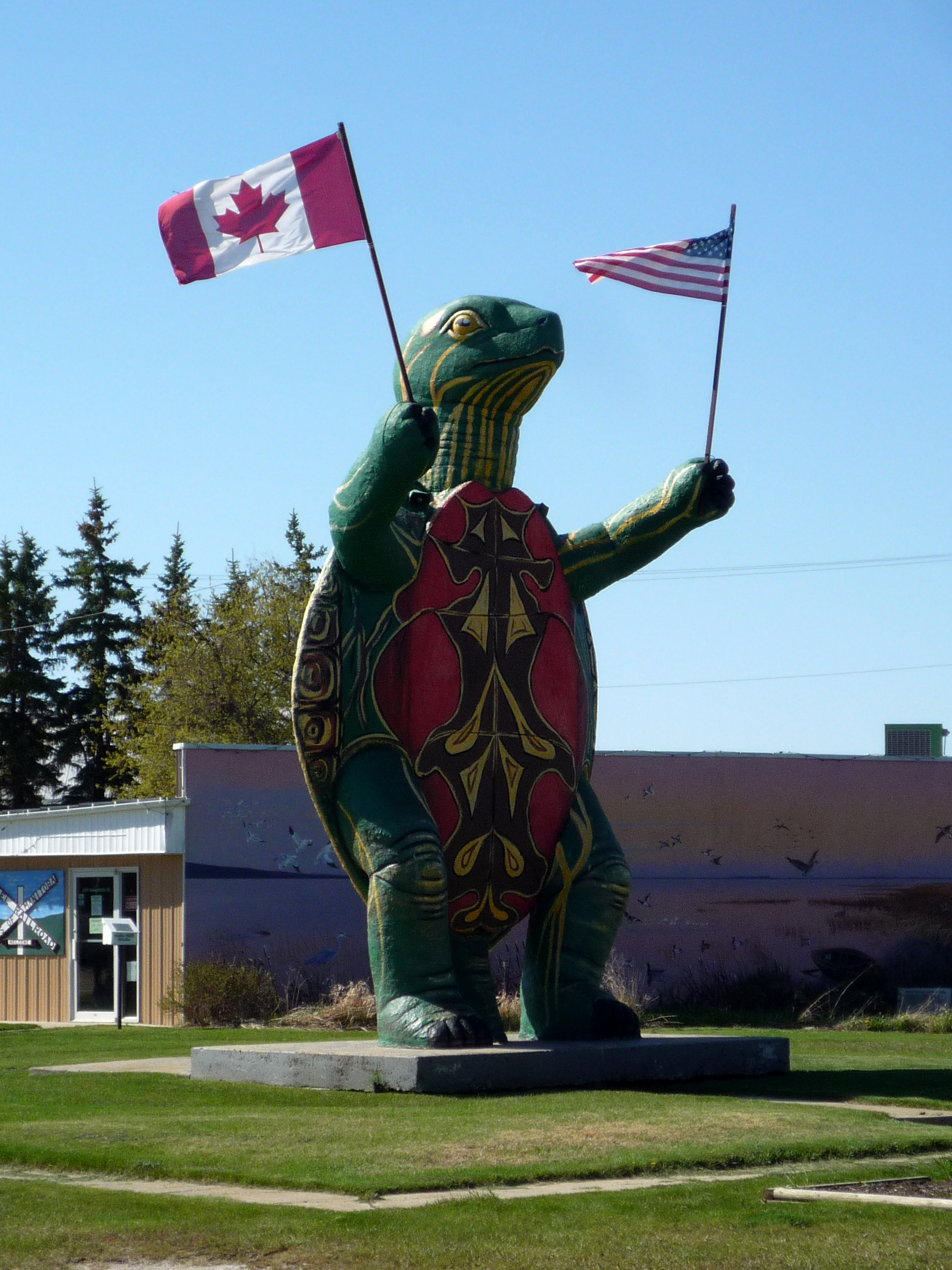
Черепаха Томми

Индейские племена были знакомы с расписными черепахами (молодых бойцов обучали распознавать их внезапный прыжок в воду как сигнал тревоги) и запечатлели их в фольклоре. В мифе племени потаватоми говорящий герой по имени Расписная Черепаха с помощью своего цветного орнамента одурачивает деревенских женщин. В мифе племён иллинойсов повествуется о том, как Расписная Черепаха раскрасился, чтобы заманить дочь вождя в воду.
До 2010 года четыре штата США (Вермонт, Мичиган, Иллинойс и Колорадо) объявили расписную черепаху официальной рептилией штата (см. Список символов штатов США (рептилии)). В 2006 году в штате Нью-Йорк на выборах официальной рептилии штата расписная черепаха уступила каймановой черепахе с минимальным разрывом 5048 голосов против 5005.
В приграничном канадском городе Буассевен (Манитоба) одной из достопримечательностей является скульптура западной расписной черепахи, «Черепаха Томми», весом 4500 кг. Статуя была создана в 1974 году в честь канадского черепашьего дерби, фестиваля, включающего в себя черепашьи гонки, который проходил в период с 1972 по 2001 год.
Джон Монтгомери, канадский скелетонист, чемпион Олимпийских игр 2010 года, дважды серебряный призёр чемпионатов мира, в гонке, принёсшей ему победу на олимпийских играх, носил шлем с изображением расписной черепахи, которое было прекрасно видно во время гонки.
Расписная черепаха появляется как персонаж в художественной и научно-популярной детской литературе.